# Scritobini

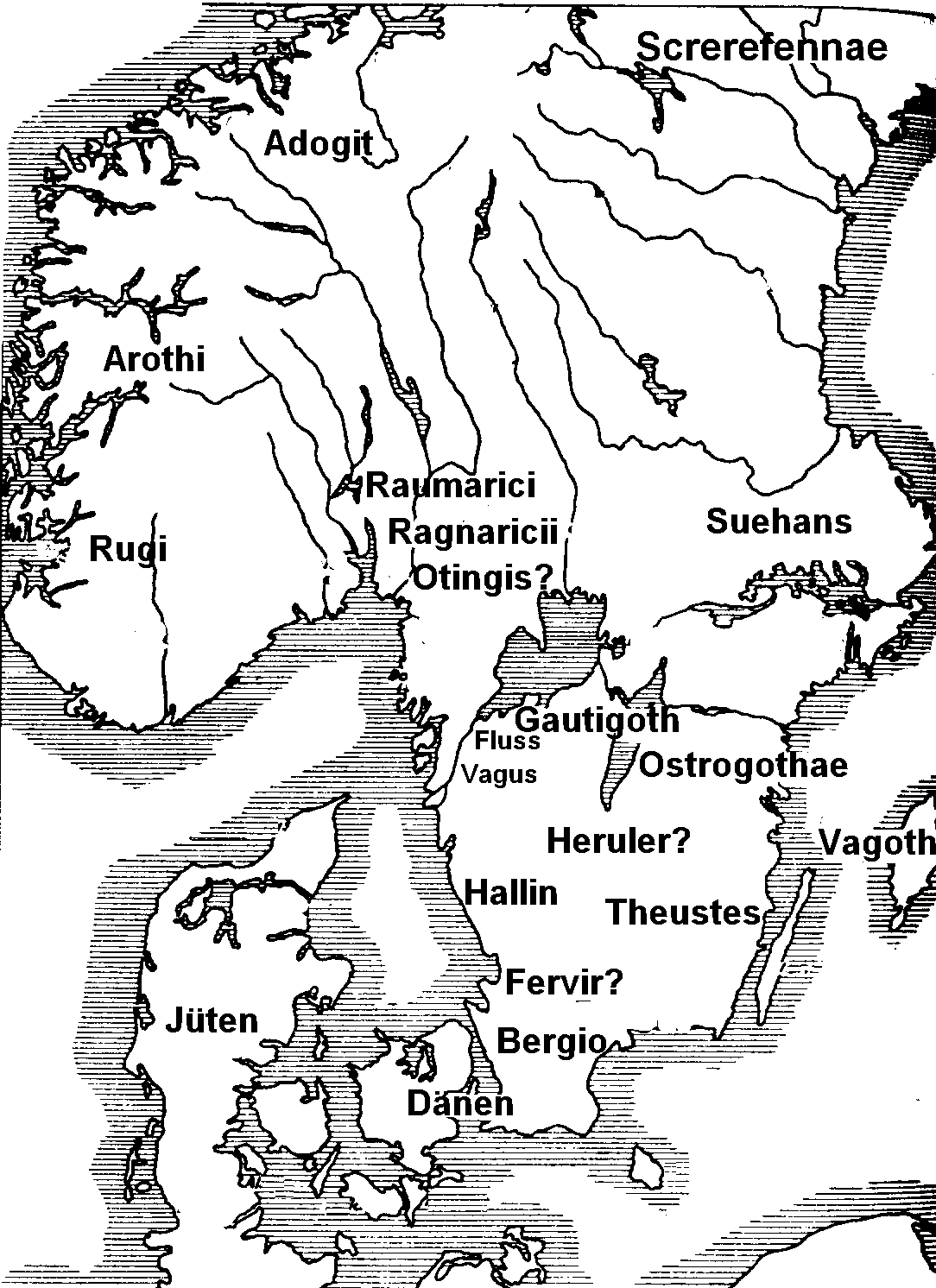
Carte de l'« île de Scanzia », avec une sélection de tribus.

Les Scritobini sont un ancien peuple de Scandinavie. Ils étaient apparentés aux Finnois ou, plus probablement, aux Lapons. Ils furent évoqués sous diverses graphies (Scritovinni, Scritowini, Scritofinni, Scrithifinni, Crefennae, Screrefennae, etc.) par plusieurs auteurs du Haut Moyen Âge, parmi lesquels Jordanès, Procope de Césarée et Paul Diacre. Ce dernier décrira au VIIIe siècle les Scritobini de cette manière :
« Les Scritobini sont voisins de ce lieu-là, leur pays ne manque pas de neige même en été, et semblables aux bêtes féroces, ils se nourrissent de la chair crue des animaux sauvages, et s'habillent de leurs peaux. L'étymologie de leur nom selon la langue barbare vient de « sauter », car ils poursuivent le gibier en sautant et se servent pour cela d'un bois courbé en forme d'arc. Chez eux on trouve un animal assez ressemblant au cerf, de la peau duquel ils font des espèces de tuniques qui descendent jusqu'aux genoux, et ont le poil en dehors, j'en ai vu de pareilles, et ce sont les habits dont se servent les Scritobini. »
— Paul Diacre, Histoire des Lombards.
Les Scritobini sont probablement le même peuple décrit trois siècles plus tôt par Jordanès :
« Il y a encore dans cette île [de Scanzia] d'autres nations, celles des Crefennae, au nombre de trois, qui dédaignent de se nourrir de froment, et ne vivent que de la chair des bêtes sauvages et des oiseaux, dont les nichées dans les marais sont si multipliées, qu'elles suffisent à l'accroissement des espèces, et fournissent surabondamment à la nourriture des habitants. »
— Jordanès, Histoire des Goths.
D'après Procope de Césarée, les Scritobini habitaient l'« île de Thulé » ; il décrira ce peuple « barbare » en ces termes :
« Parmi les nations barbares qui habitent l'île de Thulé, il n'y en a point de si sauvages que les Scritisines. Ils ne savent point l'usage des habits ni des souliers. Ils ne boivent point de vin, et ils ne mangent rien de ce que la terre produit. Ils ne prennent pas non plus la peine de la cultiver ; mais les hommes et les femmes s'adonnent uniquement à la chasse. Les forêts et les montagnes leur fournissent du gibier en abondance. Ils vivent de la chair des bêtes, et ils se couvrent de leurs peaux, qu'ils attachent avec des nerfs, ne sachant pas l'art de coudre. Ils n'élèvent pas leurs enfants à la façon des autres peuples. Ils les nourrirent de la moelle des bêtes, au lieu de les nourrir du lait de leurs mères. Quand une femme a accouché, elle enveloppe son enfant dans une peau, l'attache à une autre, lui met de la moelle dans la bouche, et va aussitôt à la chasse, où les femmes ne s'exercent pas moins que les hommes. Voilà la manière de vivre de ces peuples. »
— Procope de Césarée, Histoire de la guerre contre les Goths.

## Sources primaires
- Paul Diacre, Histoire des Lombards, Livre I, V.
- Jordanès, Histoire des Goths, III.
- Procope de Césarée, Histoire de la guerre contre les Goths, Livre II, chapitre XV, 2.